# Valeriana clarionifolia
Valeriana clarionifolia är en kaprifolväxtart som beskrevs av Rodolfo Amando Philippi. Valeriana clarionifolia ingår i släktet vänderötter, och familjen kaprifolväxter. Inga underarter finns listade i Catalogue of Life.